# Списак владара Јерусалимског краљевства
Владари Јерусалимског краљевства су:

## Булоњска династија
| Слика | Име                    | Живот                          | Владивина   | Народност | Напомене                                                   |
| ----- | ---------------------- | ------------------------------ | ----------- | --------- | ---------------------------------------------------------- |
|       | Готфрид Бујонски       | (1060—18. јул 1100, Јерусалим) | (1099—1100) | Француз   | Владао без титуле краља под титулом чувара Гроба Господњег |
|       | Балдуин I Јерусалимски | (1058—1118)                    | (1100—1118) | Француз   | Брат Готфрида                                              |

## Ретелска династија
| Слика | Име                     | Живот                               | Владивина   | Народност   | Напомене |
| ----- | ----------------------- | ----------------------------------- | ----------- | ----------- | --- |
|       | Балдуин II Јерусалимски | (1060 - 21. август 1131, Јерусалим) | (1118—1131) | Француз     | Када је Балдуин I Јерусалимски умро, према закону преношења круне са умрлог владара на своје најближе рођаке, Јустас III је требало да наследи престо, али Јустас инсистира да престо Јерусалима заузме Балдуин од Бурга, па је он постао краљ |
|       | Мелисенда Јерусалимска  | 1105-11. септембар 1161             | (1131—1161) | Францускиња | Кћерка Балдуина II Јерусалимског |

## Анжујска династија (први пут)
| Слика | Име                      | Живот                                           | Владивина                                              | Народност   | Напомене                                                         |
| ----- | ------------------------ | ----------------------------------------------- | ------------------------------------------------------ | ----------- | ---------------------------------------------------------------- |
|       | Фулк I Јерусалимски      | (1089/1092 - 13. новембар 1143, Сен Жан д'Акра) | (1131—1143)                                            | Француз     | Супруг Мелисенде                                                 |
|       | Балдуин III Јерусалимски | 1130-10. фебруар 1162                           | (1143—1162) (до 1161. године под регентсвом Мелисенде) | Француз     | Син Мекисенде                                                    |
|       | Амалрик I Јерусалимски   | 1136-11. јул 1174                               | (1162—1174)                                            | Француз     | Брат Балдуина III Јерусалимског                                  |
|       | Балдуин IV Јерусалимски  | 1161-16. март 1185                              | (1174—1185)                                            | Француз     | Син Алмерика I Јерусалимског                                     |
|       | Балдуин V Јерусалимски   | август 1177-август 1186                         | (1183—1186)                                            | Француз     | Унук (по мајци) Алмерика I Јерусалимског                         |
|       | Сибила Јерусалимска      | (1160-25. јул 1190                              | (1186)                                                 | Францускиња | Кћерка Алмерика I Јерусалимског и мајка Балдуина V Јерусалимског |

## Лизињанска династија (први пут)
| Слика | Име        | Живот                        | Владивина   | Народност | Напомене      |
| ----- | ---------- | ---------------------------- | ----------- | --------- | ------------- |
|       | Ги Лизињан | (око 1150 - 1194, Лефкосија) | (1186—1194) | Француз   | Супруг Сибиле |

## Анжујска династија (други пут)
| Слика | Име                    | Живот                                  | Владивина   | Народност   | Напомене        |
| ----- | ---------------------- | -------------------------------------- | ----------- | ----------- | --------------- |
|       | Изабела I Јерусалимска | (1172 - 5. април 1205, Сен Жан д'Акра) | (1190—1205) | Францускиња | Сибилина сестра |

## Династија Алерамичи (први пут)
| Слика | Име                 | Живот                                       | Владивина   | Народност | Напомене         |
| ----- | ------------------- | ------------------------------------------- | ----------- | --------- | ---------------- |
|       | Конрад од Монферата | (око 1145 - 28. април 1192, Сен Жан д'Акра) | (1190—1192) | Француз   | Супруг Изабеле I |

## Династија Блоа
| Слика | Име                  | Живот                                                         | Владивина   | Народност | Напомене         |
| ----- | -------------------- | ------------------------------------------------------------- | ----------- | --------- | ---------------- |
|       | Хенри I Јерусалимски | (29. јул 1166, Шампања) - 10. септембар 1197, Сен Жан д'Акра) | (1192—1197) | Француз   | Супруг Изабеле I |

## Лизињанска династија (други пут)
| Име                     | Живот                                  | Владивина   | Народност | Напомене         |
| ----------------------- | -------------------------------------- | ----------- | --------- | ---------------- |
| Амалрик II Јерусалимски | (1145 - 1. април 1205, Сен Жан д'Акра) | (1198—1205) | Француз   | Супруг Изабеле I |

## Династија Алерамичи (други пут)
| Слика | Име                 | Живот              | Владaвина   | Народност | Напомене                                |
| ----- | ------------------- | ------------------ | ----------- | --------- | --------------------------------------- |
|       | Марија од Монферата | (лето 1192 - 1212) | (1205—1212) | Француз   | Кћерка Изабеле I и Конрада од Монферата |

## Династија Бријен
| Слика | Име                     | Живот                                  | Владивина   | Народност   | Напомене                   |
| ----- | ----------------------- | -------------------------------------- | ----------- | ----------- | -------------------------- |
|       | Јован Бријен            | (1170 - 27. март 1237, Константинопољ) | (1210—1212) | Француз     | Супруг Марије од Монферата |
|       | Изабела II Јерусалимска | (1212 - 25. април 1228, Андрија)       | (1212—1228) | Францускиња | Кћерка Јована Бријена      |

## Династија Хоенштауфен
| Слика | Име                                    | Живот                                               | Владивина   | Народност | Напомене                    |
| ----- | -------------------------------------- | --------------------------------------------------- | ----------- | --------- | --------------------------- |
|       | Фридрих II, цар Светог римског царства | (26. децембар 1194 — 13. децембар 1250, Торемаџоре) | (1225—1228) | Немац     | Супруг Јоланде Јерусалимске |
|       | Конрад IV                              | (Андрија, 25. април 1228. — Лавело, 21. мај 1254)   | (1228—1254) | Немац     | Син Фридриха II             |
|       | Конрад V                               | (Ландсхут, 25. март 1252 — Напуљ, 29. октобар 1268) | (1254—1268) | Немац     | Син Конрада IV              |

## Династија Поатјеа
| Слика | Име                   | Живот                                 | Владивина   | Народност | Напомене                                                           |
| ----- | --------------------- | ------------------------------------- | ----------- | --------- | ------------------------------------------------------------------ |
|       | Хуго Јерусалимски     | (1235 - 14. март 1284, Тир)           | (1268—1284) | Француз   | Праунук (по мајци) Амалрика II Јерусалимског                       |
|       | Јован II Јерусалимски | (око 1266 - 20. мај 1285, Лефкосија)  | (1284—1285) | Француз   | Син Хуга Јерусалимског                                             |
|       | Хенри II Јерусалимски | (јун 1270 - 31. март 1324, Строволос) | (1285—1324) | Француз   | Син Хуга Јерусалимског. Од 1291. године титуларан краљ Јерусалима. |

## Титуларни краљеви Јерусалима

### Лизињанска династија
После смрти Хенрија II Јерусалимског 1324. године краљеви Кипра су имали право за Јерусалимски престо па су носили титулу краља Јерусалима.
| Слика | Име                | Живот                                                 | Владивина   | Народност    | Напомене                        |
| ----- | ------------------ | ----------------------------------------------------- | ----------- | ------------ | ------------------------------- |
|       | Хуго IV од Кипра   | (1293/1295 - 1359, Лефкосија)                         | (1324—1359) | Француз      | Унук Хуга III од Кипра          |
|       | Пјер I од Кипра    | (6. октобар 1328 - 17. јануар 1369, Лефкосија)        | (1359—1369) | Француз      | Син Хуга IV од Кипра            |
|       | Пјер II од Кипра   | (1357, Лефкосија - 13. октобар 1382, Лефкосија)       | (1369—1382) | Француз      | Син Пјера I од Кипра            |
|       | Жак I од Кипра     | (1334 - 6. септембар 1398, Лефкосија)                 | (1382—1398) | Француз      | Син Хуга IV од Кипра            |
|       | Јанус од Кипра     | (1375, Ђенова - 29. јун 1432, Лефкосија)              | (1398—1432) | Француз      | Син Жака I од Кипра             |
|       | Жан II од Кипра    | (16. мај 1418, Лефкосија - 28. јул 1458, Лефкосија)   | (1432—1458) | Француз      | Син Јануса од Кипра             |
|       | Шарлота I од Кипра | (28. јун 1444, Лефкосија - 16. јул 1487, Рим)         | (1458—1485) | Португалкиња | Кћерка Жана II од Кипра         |
|       | Жак II од Кипра    | (око 1439, Лефкосија - 10. јул 1473, Фамагуста)       | (1464—1473) | Француз      | Незаконити син Жана II од Кипра |
|       | Жак III од Кипра   | (6. јул 1473, Фамагуста - 26. август 1474, Фамагуста) | (1464—1473) | Француз      | Син Жака II од Кипра            |
|       | Катарина Корнаро   | (25. новембар 1454, Млеци - 10. јул 1510, Млеци)      | (1474—1489) | Италијанка   | Мајка Жака III од Кипра         |

Дирекни наследник династије Лизињан Луј Лизињан је од руског цара Николаја I 1827. године добио титулу краља Кипра, Јерусалима и Јерменије. Његов син Мишел Лизињан бранио је своје титуле на грађанском суду у француској 1880. године. Данас те титуле има Мишелов потомак Константин Лизињан.

### Династија Савоја
| Слика | Име               | Живот                                                           | Владивина   | Народност | Напомене                  |
| ----- | ----------------- | --------------------------------------------------------------- | ----------- | --------- | ------------------------- |
|       | Лодовико Савојски | (5. јун 1436/1. април 1437, Женева - август 1482, Тонон-ле-Бен) | (1458—1485) | Француз   | Супруг Шарлоте I од Кипра |
|       | Карло I Савојски  | (29. март 1468, Каринијано - 13. март 1490, Пинероло)           | (1485—1490) | Француз   | Син Лодовика Савојског    |
|       | Карло II Савојски | (23. јун 1489, Торино - 16. април 1496, Монкалијери)            | (1485—1490) | Француз   | Син Лодовика Савојског    |

#### Савојска линија Филипа II Савојског
Филиберт II Савојски је оженио своју рођаку Јоланду Лујзу Савојску. Када се она развела од њега он ја наставио да користи титуле краља Јерусалима и Кипра.
| Слика | Име                                                                      | Живот                                                                  | Владивина   | Народност | Напомене                        |
| ----- | ------------------------------------------------------------------------ | ---------------------------------------------------------------------- | ----------- | --------- | ------------------------------- |
|       | Филип II Савојски                                                        | (4. фебруар 1438, Шамбери - 7. новембар 1497, Шамбери)                 | (1496—1497) | Француз   | Брат Лодовика Савојског         |
|       | Филиберто II Савојски                                                    | (10. април 1480 - 10. септембар 1504)                                  | (1497—1504) | Француз   | Син Филипа II Савојског         |
|       | Карло III Савојски                                                       | (10. октобар 1486, Шамбери или Шазе сир Ен - 17. август 1553, Верчели) | (1504—1553) | Француз   | Син Филипа II Савојског         |
|       | Емануел Филиберт                                                         | (18. јул 1528, Шамбери - 30. август 1580, Торино)                      | (1553—1580) | Француз   | Син Карла III Савојског         |
|       | Карло Емануел I                                                          | (12. јануар 1561, Риволи - 26. јул 1630, Савиљано)                     | (1580—1630) | Француз   | Син Емануела Филиберта          |
|       | Виктор Амадеус I                                                         | (8. мај 1587, Торино - 6. октобар 1637, Верчели)                       | (1630—1637) | Француз   | Син Карла Емануела I            |
|       | Карло Емануел II                                                         | (20. јун 1634, Торино - 12. јун 1675, Торино)                          | (1637—1675) | Француз   | Син Виктора Амадеуса I          |
|       | Виктор Амадеус II од Сардиније                                           | (Торино, 14. мај 1666 — Монкалијери, 31. октобар 1732)                 | (1675—1730) | Француз   | Син Карла Емануела II           |
|       | Карло Емануел III од Сардиније                                           | (Торино, 27. април 1701 — Монкалијери, 10. март 1773)                  | (1730—1773) | Француз   | Син Виктор Амадеус II           |
|       | Виктор Амадеус III од Сардиније                                          | (Торино, 26. јун 1726 — Монкалијери, 16. октобар 1796)                 | (1773—1796) | Француз   | Син Карла Емануела III          |
|       | Карло Емануел IV                                                         | (Торино, 24. мај 1751 — Рим, 6. октобар 1819)                          | (1796—1819) | Француз   | Син Виктора Амадеуса III        |
|       | Виторио Емануеле I од Сардиније                                          | (Торино, 24. јул 1759 — Торино, 12. март 1821)                         | (1819—1821) | Француз   | Син Виктора Амадеуса III        |
|       | Карл Феликс                                                              | (Торино, 6. април 1765 — Торино, 27. април 1831)                       | (1821—1831) | Француз   | Син Виктора Амадеуса III        |
|       | Карло Алберт                                                             | (Торино, 2. октобар 1798 — Порто, 28. јул 1849)                        | (1831—1849) | Француз   | Пра-чукун унук Карла Емануела I |
|       | Виторио Емануеле II Савојски                                             | (Торино, 14. март 1820 — Рим, 9. јануар 1878)                          | (1849—1878) | Француз   | Син Карла Алберта               |
|       | Умберто Ранијери Карло Емануеле Ђовани Марија Фернандо Еуђенио од Савоје | (Торино, 14. март 1844 — Монца, 29. јул 1900)                          | (1878—1900) | Француз   | Син Виторија Емануелеа II       |
|       | Виторио Емануеле III Савојски                                            | (Напуљ, 11. новембар 1869 — Александрија, 28. децембар 1947)           | (1900—1946) | Француз   | Син Умберта I                   |
|       | Умберто II                                                               | (Кунео, 15. септембар 1904 — Женева, 18. март 1983)                    | (1946—1983) | Француз   | Син Виторија Емануелеа III      |

#### Савојска линија Амадеуса IX
| Слика | Име                               | Живот                                     | Владивина   | Народност   | Напомене                     |
| ----- | --------------------------------- | ----------------------------------------- | ----------- | ----------- | ---------------------------- |
|       | Јоланда Лујза Савојска            | (11. јул 1487 - 12. септембар 1499)       | (1496—1499) | Францускиња | Кћерка Карла I Савојског     |
|       | Шарлота од Напуља                 | (1480 - 16. октобар 1506, Витре)          | (1499—1506) | Арагоница   | Сестричина Карла I Савојског |
|       | Ана де Лавал, принцеза од Тарента | (23. септембар 1505, Витре - 1554, Краон) | (1506—1554) | Францускиња | Кћерка Шарлоте од Напуља     |
|       | Луј III де Ла Термоли             | (1521 — 15. март 1577, Мељ)               | (1554—1577) | Француз     | Син Ане де Лавал             |

### Династија Капет-Анжу
Анжујци, који су владали Напуљом су купили право на престо од Марије од Антиохије и подржавао их је папа
| Слика | Име               | Живот                                  | Владивина   | Народност | Напомене                |
| ----- | ----------------- | -------------------------------------- | ----------- | --------- | ----------------------- |
|       | Карло I Анжујски  | (21. март 1226 — Фођа, 7. јануар 1285) | (1277—1285) | Француз   | Краљ Напуља и Сицилије  |
|       | Карло II Напуљски | (1254 — Напуљ 5. мај 1309)             | (1285—1309) | Француз   | Син Карла I Анжујског   |
|       | Роберт Напуљски   | (1278 — 20. јануар 1343)               | (1309—1343) | Француз   | Син Карла II Напуљског  |
|       | Јована I Напуљска | (1328—12. мај 1382)                    | (1343—1382) | Француз   | Унука Роберта Напуљског |

#### Династија Дурацо
Огранак директне Анжујске династије, династија Дурацо је збацила директну династију.
| Слика | Име                | Живот                                          | Владивина   | Народност   | Напомене                   |
| ----- | ------------------ | ---------------------------------------------- | ----------- | ----------- | -------------------------- |
|       | Карло III Напуљски | (1345—24. фебруар 1386)                        | (1382—1386) | Француз     | Праунук Карла II Напуљског |
|       | Ладислав Напуљски  | (11. фебруар 1377 — 6. август 1414)            | (1386—1414) | Француз     | Син Карла III Напуљског    |
|       | Јована II Напуљска | (Задар, 25. јун 1373 — Напуљ, 2. фебруар 1435) | (1414—1435) | Францускиња | Кћерка Карла III Напуљског |

#### Династија Валоа-Анжу
Наследници првобитне Анжујске династије. Узурпатори династије Дурацо.
| Слика | Име               | Живот                                                    | Владивина   | Народност | Напомене                              |
| ----- | ----------------- | -------------------------------------------------------- | ----------- | --------- | ------------------------------------- |
|       | Луј I Анжујски    | (13. јул 1339, Дворац Венсен—20. септембар 1384, Бишеље) | (1382—1384) | Француз   | Наврунук од синовца Карла I Анжујског |
|       | Луј II Анжујски   | (5. октобар 1377—29. април 1477)                         | (1384—1417) | Француз   | Син Луја I Анжујског                  |
|       | Луј III Анжујски  | (29. септембар 1403—12. новембар 1434)                   | (1417—1434) | Француз   | Син Луја II Анжујског                 |
|       | Рене I Напуљски   | (16. јануар 1409, Анже—10. јул 1480, Екс ан Прованс)     | (1434—1480) | Француз   | Син Луја II Анжујског                 |
|       | Карло IV Анжујски | (1446 — 10. децембар 1481)                               | (1480—1381) | Француз   | Унук Луја II Анжујког                 |
|       | Јоланда од Лорене | (2. новембар 1428, Нанси — 23. март 1483)                | (1480—1383) | Француз   | Кћерка Ренеа I Напуљског              |

#### Династија Водемон
Рене I је титулу краља Јерусалима пренео тестаментом на Ренеа II из династије Водемон
| Слика | Име                | Живот                                                | Владивина   | Народност | Напомене                                             |
| ----- | ------------------ | ---------------------------------------------------- | ----------- | --------- | ---------------------------------------------------- |
|       | Рене II од Лорене  | (Анже, 2. мај 1451 — Фен Вел, 10. децембар 1508)     | (1480—1508) | Француз   | Син Јоланде од Лорене                                |
|       | Антонио од Лорене  | (Бар ле Дик, 4. јун 1489 — Бар ле Дик, 14. јун 1544) | (1508—1544) | Француз   | Син Ренеа II од Лорене                               |
|       | Франц I од Лорене  | (Нанси, 23. август 1517 — Ремирмон, 12. јун 1545)    | (1544—1545) | Француз   | Син Антониа од Лорене                                |
|       | Шарл III Велики    | (Нанси, 18. фебруар 1543 — 14. мај 1608)             | (1545—1608) | Француз   | Син Франца I од Лорене                               |
|       | Хенри II Добри     | (Нанси, 8. новембар 1563 — Нанси, 31. јул 1624)      | (1608—1624) | Француз   | Син Шарла III од Лорене                              |
|       | Николета од Лорене | (Нанси, 3. октобар 1608 — Париз, 2. фебруар 1657)    | (1624—1657) | Француз   | Кћерка Хенрија II од Лорене                          |
|       | Шарл IV од Лорене  | (Нанси, 5. април 1604 — Аленбах, 18. септембар 1675) | (1624—1657) | Француз   | Супруг Николете од Лорене и унук Шарла III од Лорене |
|       | Фердинанд I Филип  |                                                      | (1657—1659) | Француз   |                                                      |

#### Династија Анжу у Угарској
Папа је да би спасао Напуљ од инвазије Угарских Анжујцаца, дао угарском краљу Лајошу титулу титуларног јерусалмског краља
| Слика | Име              | Живот                                                 | Владивина   | Народност | Напомене                   |
| ----- | ---------------- | ----------------------------------------------------- | ----------- | --------- | -------------------------- |
|       | Лајош I Анжујски | (Вишеград, 5. март 1326 — Трнава, 10. септембар 1382) | (1342—1382) | Француз   | Праунук Карла II Анжујског |

## Области којима су управљали краљеви Јерусалима
| Династија             | Јерусалим                                           | Јафа                         | Аскалон                           | Кипар | Тир                           | Сен Жан д'Акра                                                                            |
| --------------------- | --------------------------------------------------- | ---------------------------- | --------------------------------- | --- | ----------------------------- | ----------------------------------------------------------------------------------------- |
| Булоњска династија    | Готфрид Бујонски (1099—1100), Чувар Гроба Господњег |                              |                                   | |                               |                                                                                           |
| Булоњска династија    | Балдуин I Јерусалимски (1100—1118)                  |                              |                                   | |                               |                                                                                           |
| Ретелска династија    | Балдуин од Бурга (1118—1131)                        | Балдуин од Бурга (1118—1131) |                                   | |                               |                                                                                           |
| Ретелска династија    | Мелисенда од Бурга (1131—1161)                      |                              |                                   | |                               |                                                                                           |
| Анжујска династија    | Фулк Анжујски (1131—1143)                           | Фулк Анжујски (1131—1143)    |                                   | |                               |                                                                                           |
| Анжујска династија    | Балдуин III Јерусалимски (1143—1162)                |                              |                                   | |                               |                                                                                           |
| Анжујска династија    | Амалрик I Јерусалимски (1162—1174)                  |                              |                                   | |                               |                                                                                           |
| Анжујска династија    | Балдуин Лепрозни (1174—1185)                        |                              |                                   | |                               |                                                                                           |
| Анжујска династија    | Балдуин V Јерусалимски (1185—1186)                  |                              |                                   | |                               |                                                                                           |
| Анжујска династија    | Сибила Јерусалимска (1186)                          |                              |                                   | |                               |                                                                                           |
| Лизињани              |                                                     |                              |                                   | Ги Лизињан (1186—1194) | Ги Лизињан (1186—1194)        | Ги Лизињан (1186—1194)                                                                    |
| Анжујска династија    |                                                     |                              |                                   | Изабела I Јерусалимска (1190-1205) владала заједно са Конрадом од Монферата (1190-1192), Хенријем I Јерусалимским (1192-1197) и Алмериком II Јерусалимским (1198-1205) |                               |                                                                                           |
| Династија Аларамичи   |                                                     |                              |                                   | |                               | Марија од Монферата (1205-1212) владала заједно са Јованом Бријене (1210-1212)            |
| Династија Бријен      |                                                     |                              |                                   | |                               | Изабела II Јерусалимска (1212-1228) владала заједно са Фридрих II Хоенштауфен (1225-1228) |
| Династија Хоенштауфен | Конрад IV (1228-1254)                               | Конрад IV (1228-1254)        |                                   | |                               |                                                                                           |
| Династија Хоенштауфен | Конрадин (1254-1268)                                |                              |                                   | |                               |                                                                                           |
| Династија Поатјеа     |                                                     |                              |                                   | Хуго Јерусалимски (1268—1284) | Хуго Јерусалимски (1268—1284) | Хуго Јерусалимски (1268—1284)                                                             |
| Династија Поатјеа     |                                                     |                              | Јован II Јерусалимски (1284—1285) | |                               |                                                                                           |
| Династија Поатјеа     |                                                     |                              | Хенри II Јерусалимски (1285—1324) | |                               |                                                                                           |